# Robert Dahlgren

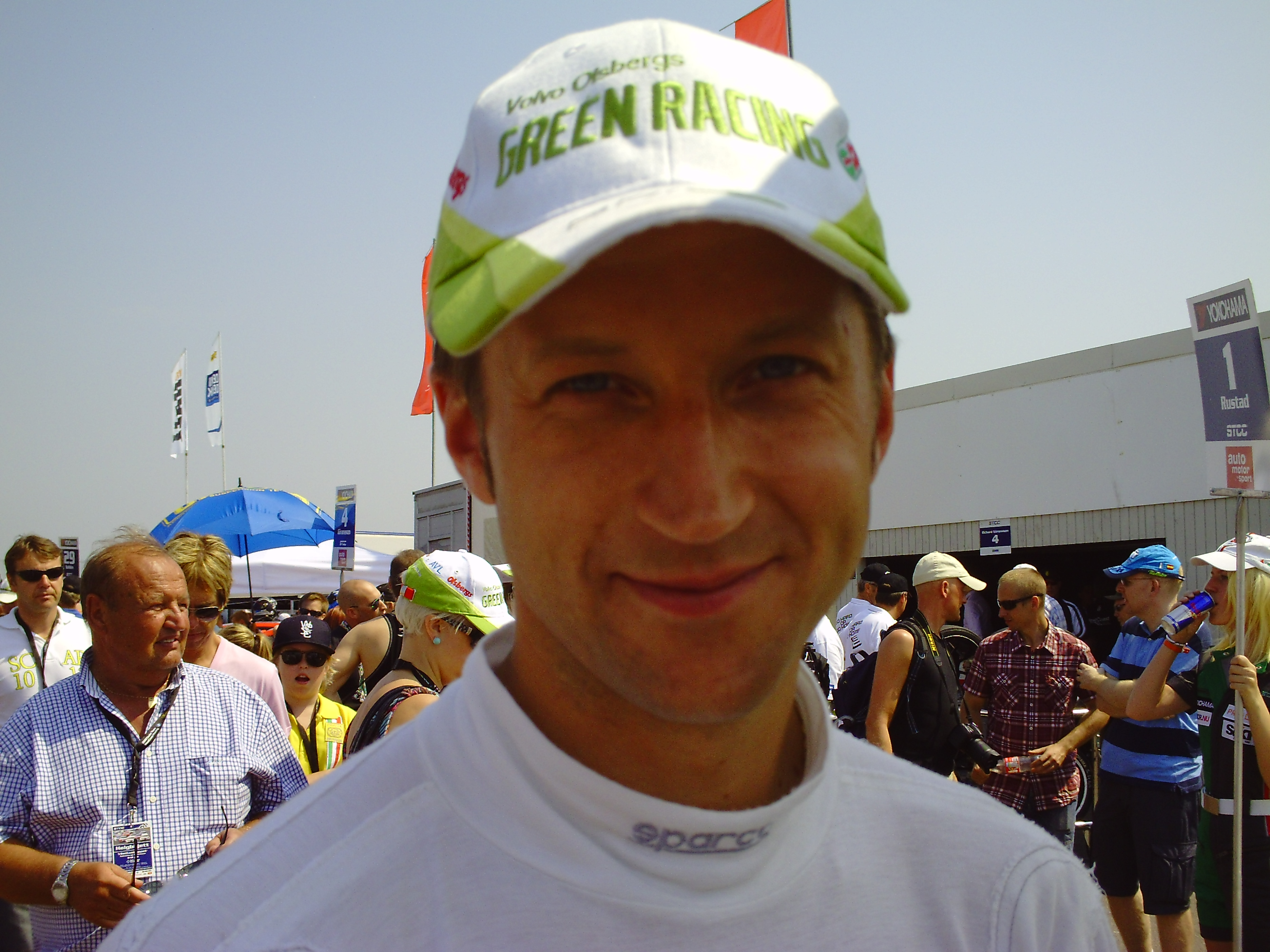
Robert Dahlgren, 10 juli 2010 op Falkenbergs Motorbana

Robert Dahlgren (Skellefteå, 1 december 1979) is een Zweeds autocoureur, die tot het seizoen 2011 voor het team Polestar Racing deelneemt aan het STCC in een Volvo C30. Hij heeft de laatste jaren ook deelgenomen aan geselecteerde ronden van het WTCC voor hetzelfde team.
In 1998 won hij de Noordse- en Zweedse Formule Ford-kampioenschappen, voordat hij in Engeland in de Formule Ford ging rijden. Hij won deze in 2001. Hij stapte over naar de Britse Formule 3 in 2002, waar hij in zijn eerste jaar als 17e finishte. In 2003 finishte hij als negende. Vanaf 2004 rijdt hij in het STCC, elk seizoen met Volvo. Hij finishte tweemaal als tweede, in 2004 en 2007.
Hij is getrouwd en heeft een zoon.